# Wolf-Dieter Heilmeyer
Wolf-Dieter Heilmeyer (* 14. März 1939 in Königsberg, Preußen) ist ein deutscher Klassischer Archäologe sowie ehemaliger Museumsdirektor und emeritierter Hochschullehrer. Seit 1977 wirkt er an der FU Berlin.

## Leben und Leistungen
Wolf-Dieter Heilmeyer studierte an der Universität Frankfurt, der Freien Universität Berlin, der Ludwig-Maximilians-Universität München und in Rom Klassische Archäologie, Kunstgeschichte und Alte Geschichte. 1965 wurde er in Frankfurt am Main mit dem Thema Korinthische Normalkapitelle zum Dr. phil. promoviert. Anschließend arbeitete er kurz an der Abteilung Rom des Deutschen Archäologischen Instituts (DAI). Daran schloss sich ein einjähriges Reisestipendium des DAI an. Von 1967 bis 1970 war Heilmeyer wissenschaftlicher Mitarbeiter des DAI bei der Olympia-Grabung. Zum 1. Januar 1971 wurde er wissenschaftlicher Assistent an der Universität Tübingen. Dort habilitierte er sich 1974 zum Thema Frühe olympische Bronzefiguren. Die Tiervotive. 1975 bis 1977 war Heilmeyer Akademischer Rat und Kustos der Antiken- und Abguss-Sammlung der Universität Tübingen. 1977 wurde er als C-3-Professor an die Freie Universität in Berlin berufen. In dieser Position lehrte er zehn Jahre, danach wurde er daselbst C-4-Professor.
Neben seiner Lehrtätigkeit war Heilmeyer seit 1978 auch Direktor des Antikenmuseums der Staatlichen Museen zu Berlin. 1985 kam zusätzlich die Position des Stellvertreters des Generaldirektors der Staatlichen Museen Preußischer Kulturbesitz hinzu. Zum Jahresbeginn 1992 wurde er Direktor der wiedervereinigten Antikensammlung der Staatlichen Museen zu Berlin – Preußischer Kulturbesitz. In seiner Verantwortung oder Mitverantwortung wurden in Berlin mehrere bedeutende Ausstellungen gezeigt, darunter „Kaiser Augustus und die verlorene Republik“, „Euphronios, der Maler“, „Die Etrusker und Europa“ sowie „Der Pergamonaltar – Die neue Präsentation nach Restaurierung des Telephosfrieses“ und „Die griechische Klassik – Idee und Wirklichkeit“. 1998 wurde unter seiner Leitung die Neueröffnung der griechischen Abteilung der Antikensammlung im Alten Museum gestaltet. Nachfolgerin auf der Professur wurde Friederike Fless, als Leiter der Antikensammlung Andreas Scholl.
Ausgrabungen führten Heilmeyer nach Lacco Ameno, wo er mit Gloria Olcese-Hiener die Erforschung des Töpferviertels leitete. Er ist zudem Ordentliches Mitglied des DAI. Mittlerweile ist Heilmeyer als Professor emeritiert und als Direktor im Ruhestand.
2023 wurde Heilmeyer der Antonio-Feltrinelli-Preis der Accademia Nazionale dei Lincei für sein Lebenswerk verliehen.

## Schriften
- Frühe olympische Tonfiguren, de Gruyter, Berlin 1972 (= Olympische Forschungen, Band 7), ISBN 3-11-003962-1
- mit Friedrich Rakob: Der Rundtempel am Tiber in Rom, von Zabern, Mainz 1973 (Sonderschriften des Deutschen Archäologischen Instituts in Rom, Bd. 2)
- mit Hartwig Schmidt: Berliner Hausfassaden. Antike Motive an Mietshäusern der 2. Hälfte des 19. Jahrhunderts, Presse- und Informationsamt des Landes Berlin, Berlin 1981
- Frühgriechische Kunst. Kunst und Siedlung im geometrischen Griechenland, Mann, Berlin 1982, ISBN 3-7861-1366-1
- Der Jüngling von Salamis. Technische Untersuchungen zu römischen Grossbronzen, von Zabern, Mainz 1996, ISBN 3-8053-1752-2
- Der Pergamonaltar. Die neue Präsentation nach Restaurierung des Telephosfrieses (Hrsg.), Wasmuth, Berlin – Tübingen 1997, ISBN 3-8030-1045-4
- mit Annetta Alexandridis: Archäologie der Photographie. Bilder aus der Photothek der Antikensammlung Berlin, von Zabern, Mainz 2004, ISBN 3-8053-3329-3
- mit Huberta Heres und Wolfgang Maßmann: Schinkels Pantheon. Die Statuen der Rotunde im Alten Museum, von Zabern, Mainz 2004, ISBN 3-8053-3255-6
- Illegale Archäologie? Internationale Konferenz über zukünftige Probleme bei Unerlaubtem Antikentransfer, 23. – 25.5.2003 in Berlin, aus Anlass des 15. Jahrestages der Berliner Erklärung. (Hrsg. mit J. Cordelia Eule), Weißensee-Verlag, Berlin 2004, ISBN 3-89998-040-9